# 南谷村 (鳥取県)
南谷村（みなみだにそん / なんこくそん（通称））は、鳥取県東伯郡にあった村。現在の倉吉市の一部にあたる。

## 地理
小鴨川の中流左岸の沖積平野と天神野台地に位置していた。

## 歴史
- 1889年（明治22年）10月1日、町村制の施行により、久米郡安歩村、大鳥居村、松河原村、泰久寺村が合併して村制施行し、南谷村が発足[1][2]。旧村名を継承した安歩、大鳥居、松河原、泰久寺の4大字を編成[2]。
- 1896年（明治29年）4月1日、郡の統合により東伯郡に所属[2]。
- 1924年（大正13年）電気点灯[2]
- 1953年（昭和28年）4月1日、東伯郡矢送村、山守村と合併し、町制施行し関金町を新設して廃止された[1][2]。合併後、関金町大字安歩・大鳥居・松河原・泰久寺となる[2]。

## 耕地整理事業
1907年（明治40年）大字泰久寺の山根愛吉ほか有志11名が天神野原野30町歩の開墾を出願し、1913年（大正2年）に実地調査を行い、郡役所の後押しもあり6か村（小鴨村、上小鴨村、山守村、北谷村、社村）にも広がり、天神野原野450町歩の開墾計画が纏められ、1916年（大正5年）天神野耕地整理組合を設立。同年9月の長尾溜池新設工事（1918年完成）、1917年（大正6年）泰久寺地区から開田工事に着手した。なお、1908年（明治41年）谷村演習場厩舎を建設。1910年（明治43年）天神野地域内に陸軍演習場「谷村演習場」が設けられていて、条件付きで陸軍省用地162町歩を耕地整理地区に組み入れていた。1925年（大正14年）に演習場は廃止となり、跡地は移住農家により1939年（昭和14年）頃までに水田化された。厩舎跡には農村指導者の養成を目的に1929年（昭和4年）山陰国民高等学校が開校し、1934年（昭和9年）県立修練農場、1950年（昭和25年）県立経営伝習農場を経て1967年（昭和42年）県立農業経営大学校となる。（現鳥取県立農業大学校）

## 産業
- 農業[2]

## 交通

### 鉄道
- 1941年（昭和16年）鉄道省倉吉線が関金駅まで開通[2]。

### 乗合バス
- 1935年（昭和10年）鳥取県道・岡山県道倉吉江府線（鳥取県道・岡山県道7号江府中和用瀬線 → 国道482号の前身）倉吉 – 堀間のバス路線開設[2]。

## 橋梁
- 1937年（昭和12年）南谷橋が鉄筋橋となる[2]。

## 教育
- 1887年（明治20年）関金小学校、南谷小学校が合併し松河原尋常小学校開校[3]。1892年（明治25年）南谷尋常小学校に改称[3]。1919年（大正8年）南谷尋常高等小学校に改称[3]。1941年（昭和16年）南谷国民学校を経て1947年（昭和22年）南谷小学校に改称し、1958年（昭和33年）に閉校[3]。（参照：倉吉市立関金小学校）